# Großsteingrab Damerow (Rollwitz)
Das Großsteingrab Damerow ist eine megalithische Grabanlage der jungsteinzeitlichen Trichterbecherkultur bei Damerow, einem Ortsteil von Rollwitz im Landkreis Vorpommern-Greifswald (Mecklenburg-Vorpommern).

## Lage
Das Grab befindet sich etwa 400 m südlich von Damerow und ebensoweit nördlich der Landesgrenze zwischen Mecklenburg-Vorpommern und Brandenburg an der Weggabelung nach Schönfeld und Malchow. Westlich, auf dem Backofenberg, lagen zwei ähnliche Hügel, die im 19. Jahrhundert zerstört wurden. Es ist unklar, ob es sich hier um weitere Großsteingräber oder um Grabhügel gehandelt hat.

## Beschreibung
Die Anlage besitzt eine nord-südlich orientierte Hügelschüttung von 14 m Länge und 8 m Breite, die noch 0,5 m hoch erhalten ist. Diese birgt in dezentraler Lage eine ost-westlich orientierte Grabkammer, bei der es sich um einen erweiterten Dolmen handelt. Sie besitzt jeweils zwei Wandsteine an den Langseiten und einen Abschlussstein an der westlichen Schmalseite. Die Ostseite ist offen. Hier befindet sich der ursprüngliche Eingang, der wohl nur mit Rollsteinen verschlossen war. Die Wandsteine reichen bis zur Oberkante der Hügelschüttung, sodass die Decksteine wohl im ursprünglichen Zustand der Anlage sichtbar waren. Die Decksteine wurden nach einer Anwohnerbefragung durch M. Schultze offenbar schon vor den 1860er Jahren entfernt.
In einem Bericht der Baltischen Studien von 1854 wurden „in einem Grabe zu Damerow bei Pasewalk“ eine zylindrische Bernstein-Perle sowie zwei Messer und zwei Meißel aus Feuerstein gefunden. Ewald Schuldt identifiziert den Fundplatz mit dem erhaltenen Großsteingrab. M. Schultz konnte keine weiteren Beigaben feststellen.